# Världsmästerskapet i padeltennis 2016
Världsmästerskapet i padeltennis 2016 avgörs i Cascais, Portugal den 14 till 19 november 2016. Det är de trettonde mästerskapen, som arrangeras av Internationella padeltennisförbundet.